# 閏餘
閏餘是中國古代曆法名詞，指在回歸年起始時（即冬至日），自曆法計算基準點曆元以來累積的朔望月數以帶分數表示時的分子部分。古代曆法通常認為回歸年和朔望月存在循環週期，其最短的週期稱作章。以19年7閏為例，即19個回歸年的長度大致等於235個朔望月，則1章有19個回歸年或235個朔望月。19被稱作章歲而235則被稱作章月。1個回歸年約有{\displaystyle {\frac {235}{19}}=12{\frac {7}{19}}}個朔望月。在曆法計算的基準點，回歸年和朔望月起始於同一時刻，過了{\displaystyle n}個回歸年則相當於過了{\displaystyle {\frac {235n}{19}}}個朔望月，將其表示為帶分數，則整數部分為積月，分子為閏餘，分母為章歲。換句話說，閏餘即是距基準點的回歸年數與章月之積除以章歲的餘數。閏餘可以用來決定陰陽曆一年是否置閏。19年7閏時，每年閏餘會（在模19的意義下）增加7，如果歲首時閏餘不小於12，則該年閏餘將會積滿章歲19，需要設置閏月。
西方天文學有類似概念，如英語稱作epact（拉丁語：epactae，羅馬化：epaktai hēmerai，直译：增加的天數），早期是指3月22日（約為春分附近）的月齡，即月相距離前一個朔的天數。後來這一概念被用來計算復活節，指1月1日在一個以19年7閏規則定義的「天主教朔望月」下的月齡。epact大致相當於閏餘除以章歲並乘以朔望月的天數。每年epact會增加11，超過30則需要減去30，並在該年設置閏月。